# Józef Bilczewski
Sveti Józef Bilczewski (ukr. Йосип Більчевський, Yosyp Bilchevsky) (Wilamowice, 26. travnja 1860. – Lavov, 20. ožujka 1923.), poljski katolički nadbiskup grada Lavova, profesor teologije na sveučilištu u Lavovu i rektora tog sveučilišta. Od 2005. godine Rimokatolička Crkva štuje ga kao sveca.

## Životopis
Jozef Bilczewski je rođen u mjestu Wilamowice. Godine 1880. diplomirao je u gimnaziji u Wadowicama i pridružio se bogoslovnom sjemeništu u Krakovu. Dne 6. srpnja 1884. godine Albin Dunajewski zaredio ga je za svećenika.
Godine 1891. je postao profesorom dogmatike na Sveučilištu u Lavovu. Njegova sveučilišna karijera napredovala je vrlo brzim tempom te je 1896. postao dekan na teološkom fakultetu. Godine 1900. izabran je za rektora tog sveučilišta, ali je za godinu dana izabran za nadbiskupa Lavova.
Bilczewski je započeo opsežan rad na izgradnji novih crkava na tom području. On je inicirao izgradnju više od 330 crkava u nadbiskupiji Lavov. Također je organizirao tečajeve za svećenike koji žele biti spremni za socijalni rad među siromašnima. Umro je 20. ožujka 1923. u Lavovu, a pokopan je na groblju Yaniv.
Godine 2001. blaženim ga je proglasio papa Ivan Pavao II. tijekom njegova posjeta rodnom gradu Józefa Bilczewskog. Dana 23. listopada 2005. godine kanonizirao ga je Benedikt XVI. u Rimu.